# 弗利尼奥圣母
《弗利尼奥圣母》是意大利文艺复兴大师拉斐尔的一幅画作，原为木板油画，绘于1511-1512年，后来改为布面油画。
这幅画最初放在罗马卡比托利欧山天坛圣母堂的正祭台上。
1565年，这幅画送到福利尼奥的圣亚纳修道院，在此保存两个多世纪，因而得名。
1799年，拿破仑下令将许多绘画运到巴黎，这幅画也是其中之一。在那里，1802年，这幅画修复时，由木板油画改为布面油画。
1815年滑铁卢战役后，这幅画回到教宗国，藏于梵蒂冈博物馆，与拉斐尔的名作耶稣显圣容同一个房间。